# Tháp Thích Ca
Chùa tháp Thích Ca của chùa Phật giáo Phổ Hiền là một chùa tháp hình bát giác cao 13 tầng nằm trong khuôn viên của chùa Pohyonsa (Phổ Hiền tự) ở núi Myohyang, thuộc làng Hyangam, huyện Hyangsan, tỉnh Pyongan Bắc, Cộng hòa Dân chủ Nhân dân Triều Tiên. Nó được xếp hạng là Quốc bảo Triều Tiên số 144.

## Mô tả
Được xây dựng vào năm 1042, công trình kiến trúc bằng đá granit được xây dựng dưới triều đại Cao Ly. Nó cao 10,03 mét với phần thân tháp cao 6,58 mét. Chùa tháp thon dần từ dưới lên trên. Phần mái hiên của mỗi tầng tháp có mặt cắt ngang hình bát giác và hơi chếch ở các góc tạo cho nó dáng vẻ bồng bềnh. Tổng cộng có 104 quả chuông được treo ở mỗi góc của mái hiên các tầng. Đỉnh của tháp là một vật trang trí bằng đồng. Các loại chuông khác nhau và đồ trang trí bằng đồng mạ vàng đã bị hư hại nghiêm trọng do các cuộc ném bom của Mỹ trong Chiến tranh Triều Tiên nhưng đã được khôi phục lại trạng thái ban đầu. Ngôi chùa tháp này là nguồn cảm hứng cho kiến trúc sư người Hàn Quốc Kim Chung-up thiết kế Đại sứ quán Pháp tại thủ đô Seoul.